# Kōji Yakusho
Kōji Yakusho (Isahaya, 1º gennaio 1956) è un attore giapponese.

## Carriera
Tra i più importanti attori giapponesi in attività, è conosciuto per la collaborazione artistica che lo lega al regista Kiyoshi Kurosawa. Ha al suo attivo anche alcune partecipazioni a produzioni hollywoodiane. Esordisce nel 1985 con Tampopo, fino a vincere il Prix d'interprétation masculine per il film Perfect Days, di Wim Wenders, nel 2023.

## Filmografia parziale

### Attore

#### Cinema
- Tampopo, regia di Jūzō Itami (1985)
- Vuoi ballare? - Shall We Dance? (Sharu wi Dansu?), regia di Masayuki Suo (1996)
- L'anguilla (Unagi), regia di Shōhei Imamura (1997)
- Cure, regia di Kiyoshi Kurosawa (1997)
- License to Live, regia di Kiyoshi Kurosawa (1998)
- Charisma (Karisuma), regia di Kiyoshi Kurosawa (1999)
- Dora-heita, regia di Kon Ichikawa (2000)
- Eureka (Yurîka), regia di Shinji Aoyama (2000)
- Acqua tiepida sotto un ponte rosso (Akai hashi no shita no nurui mizu), regia di Shōhei Imamura (2001)
- Doppelganger (Dopperugengâ), regia di Kiyoshi Kurosawa (2003)
- Memorie di una geisha (Memoirs of a Geisha), regia di Rob Marshall (2005)
- Babel, regia di Alejandro González Iñárritu (2006)
- Castigo (Sakebi), regia di Kiyoshi Kurosawa (2006)
- Seta (Silk), regia di François Girard (2007)
- Tokyo Sonata, regia di Kiyoshi Kurosawa (2008)
- 13 assassini (Jûsan-nin no shikaku), regia di Takashi Miike (2010)
- Higurashi no ki, regia di Takashi Koizumi (2014)
- Il terzo omicidio (Sandome no satsujin), regia di Hirokazu Kore'eda (2017)
- Perfect Days, regia di Wim Wenders (2023)

#### Televisione
- Seance (Kôrei), regia di Kiyoshi Kurosawa – film TV (2000)
- I tre giorni dopo la fine, regia di Masaki Nishiura e Hideo Nakata - Serie Netflix (2023)

### Produttore
- Perfect Days, regia di Wim Wenders (2023)

## Doppiaggio
- Kumatetsu in The Boy and the Beast, regia di Mamoru Hosoda (2015)
- Sherl in Layton's Mystery Journey: Katrielle e il complotto dei milionari, videogioco (2017)
- Nonno in Mirai, regia di Mamoru Hosoda (2018)
- Padre di Suzu in Belle, regia di Mamoru Hosoda (2021)

## Doppiatori italiani
Nelle versioni in italiano delle opere in cui ha recitato, Kōji Yakusho è stato doppiato da:
- Angelo Nicotra in Tampopo
- Raffaele Fallica in Vuoi ballare? - Shall We Dance?
- Vittorio Guerrieri in Acqua tiepida sotto un ponte rosso, Cure (1997)
- Edoardo Siravo in Memorie di una geisha
- Mario Cordova in Babel
- Hal Yamanouchi in Seta
- Paolo Marchese in 13 assassini
- Gianni Caputo in Il terzo omicidio
- Massimo Rossi in Perfect Days

Da doppiatore è sostituito da:
- Pino Insegno in The Boy and the Beast
- Renzo Ferrini in Layton's Mystery Journey: Katrielle e il complotto dei milionari
- Sergio Luzi in Mirai
- Andrea Lavagnino in Belle